# Mélanie Melfort
Melanie Melfort z domu Skotnik (ur. 8 listopada 1982 w Hersbrucku) – francuska lekkoatletka specjalizująca się w skoku wzwyż.
Pochodzi z mieszanej rodziny – jej ojciec był Niemcem, a matka Francuzką. Zawodniczka początkowo startowała w barwach niemieckich, jednak od 6 marca 2005 posiada podwójne obywatelstwo i reprezentuje Francję. Na początku swojej kariery startowała bez większych sukcesów w mistrzostw Europy juniorów i mistrzostw świata juniorów młodszych (1999), mistrzostwach świata juniorów (2000) oraz mistrzostwach Europy juniorów (2001). Zajęła piątą lokatę podczas młodzieżowego czempionatu Starego Kontynentu w 2003. Dwa sezony później już w barwach Francji zdobyła srebro igrzysk śródziemnomorskich i nie awansowała do finału mistrzostw świata. W 2007 była piąta na halowych mistrzostwach Europy oraz siódma podczas kolejnych mistrzostw świata. Odpadła w eliminacjach podczas igrzysk olimpijskich w Pekinie (2008). Dziewiąta zawodniczka mistrzostw świata w 2009 oraz czwarta halowych mistrzostw Europy w 2011. Medalistka mistrzostw Francji oraz reprezentantka tego kraju w pucharze Starego Kontynentu.
Rekordy życiowe: stadion – 1,96 (11 sierpnia 2007, Castres); hala – 1,97 (5 lutego 2003, Dortmund i 18 lutego 2007, Aubière). Wyniki z 2007 roku są aktualnymi rekordami Francji.
Jej mężem i trenerem jest francuski sprinter Jimmy Melfort.

## Osiągnięcia
| Rok  | Impreza                                 | Miejsce    | Lokata            | Wynik |         |
| ---- | --------------------------------------- | ---------- | ----------------- | ----- | ------- |
| 1999 | Mistrzostwa Europy juniorów             | Ryga       | 12. miejsce       | 1,79  | Niemcy  |
| 1999 | Mistrzostwa świata juniorów młodszych   | Bydgoszcz  | 4. miejsce        | 1,79  | Niemcy  |
| 2000 | Mistrzostwa świata juniorów             | Santiago   | 5. miejsce        | 1,85  | Niemcy  |
| 2001 | Mistrzostwa Europy juniorów             | Grosseto   | 10. miejsce       | 1,86  | Niemcy  |
| 2003 | Młodzieżowe mistrzostwa Europy          | Bydgoszcz  | 5. miejsce        | 1,87  | Niemcy  |
| 2004 | Halowe mistrzostwa świata               | Budapeszt  | el. – 16. miejsce | 1,86  | Niemcy  |
| 2005 | Superliga pucharu Europy                | Florencja  | 3. miejsce        | 1,92  | Francja |
| 2005 | Igrzyska śródziemnomorskie              | Almería    | 2. miejsce        | 1,95  | Francja |
| 2005 | Mistrzostwa świata                      | Helsinki   | el. – 16. miejsce | 1,88  | Francja |
| 2006 | Superliga pucharu Europy                | Malaga     | 6. miejsce        | 1,89  | Francja |
| 2007 | Halowe mistrzostwa Europy               | Birmingham | 5. miejsce        | 1,92  | Francja |
| 2007 | Superliga pucharu Europy                | Monachium  | 3. miejsce        | 1,95  | Francja |
| 2007 | Mistrzostwa świata                      | Osaka      | 7. miejsce        | 1,94  | Francja |
| 2008 | Igrzyska olimpijskie                    | Pekin      | el. – 16. miejsce | 1,89  | Francja |
| 2009 | Mistrzostwa świata                      | Berlin     | 9. miejsce        | 1,92  | Francja |
| 2011 | Halowe mistrzostwa Europy               | Paryż      | 4. miejsce        | 1,92  | Francja |
| 2011 | Mistrzostwa świata                      | Daegu      | el. – 15. miejsce | 1,92  | Francja |
| 2012 | Mistrzostwa Europy                      | Helsinki   | 6. miejsce        | 1,92  | Francja |
| 2012 | Igrzyska olimpijskie                    | Londyn     | 9. miejsce        | 1,93  | Francja |
| 2013 | Halowe mistrzostwa Europy               | Göteborg   | el. – 9. miejsce  | 1,92  | Francja |
| 2013 | Superliga drużynowych mistrzostw Europy | Gateshead  | 11. miejsce       | 1,85  | Francja |
| 2013 | Igrzyska frankofońskie                  | Nicea      | 1. miejsce        | 1,90  | Francja |